# Hans-Joachim Brauske
Hans-Joachim Brauske (ur. 12 października 1943 w Kleinleipisch, obecnie części Lauchhammer, zm. 11 stycznia 2025) – niemiecki bokser, medalista mistrzostw Europy z 1971, olimpijczyk. W czasie kariery bokserskiej reprezentował Niemiecką Republikę Demokratyczną.
Na mistrzostwach Europy w 1967 w Rzymie przegrał pierwszą walkę w wadze półciężkiej (do 81 kg) z późniejszym złotym medalistą Danasem Pozniakasem ze Związku Radzieckiego.
Zdobył brązowy medal w wadze średniej (do 75 kg) na mistrzostwach Europy w 1971 w Madrycie po wygraniu m.in. z Alanem Minterem z Anglii w ćwierćfinale i porażce w półfinale z Juozasem Juocevičiusem z ZSRR.
Na igrzyskach olimpijskich w 1972 w Monachium startował w wadze średniej. Wygrał jedną walkę, lecz w następnej przegrał z późniejszym złotym medalistą Wiaczesławem Lemieszewem ze Związku Radzieckiego.
Był mistrzem NRD w kategorii półciężkiej w 1966 i 1967 oraz w kategorii średniej w 1969 i 1970, wicemistrzem w wadze półciężkiej w 1965 i 1968 oraz w wadze średniej w 1972, a także brązowym medalistą w wadze półciężkiej w 1963.